# Nikefor II. Foka
Nikefor II. Foka (grč. Νικηφόρος Β΄ Φωκάς, Nikēphoros II. Phōkas) (Kapadocija, 912. – Carigrad, 11. prosinca 969.), bizantski car od 963. godine, najstariji sin vojskovođe Barde Foke.
Za vrijeme vladavine careva Konstantina VII. Porfirogeneta i Romana II. bio je strateg (945.) i glavni zapovjednik dvorskih postrojbi (955.). Godine 961. istaknuo se uspješnim zauzimanjem Krete od Arapa. Ovaj čin mu je dodatno podignuo ugled te ga je kasnije Romanova vojska izglasala za novoga cara. Bio je okrunjen u Carigradu 16. kolovoza 963. godine.
Oženio se carskom udovicom Teofanom i postao zaštitnikom Romanovih maloljetnih sinova Bazilija II. i Konstantina VIII.
Vodio je ratove protiv Arapa u kojima je proširio carski teritorij u Ciliciji i Siriji, a sukobio se i s Bugarima te se usprotivio imperijalnim ciljevima njemačkog cara Otona I. Velikog u Italiji. Ubijen je u uroti koju su isplanirali njegova žena Teofano i rođak Ivan Cimisk, koji ga je potom naslijedio na carskom prijestolju.

## Vanjske poveznice
- Nikefor II. Foka Hrvatska enciklopedija
- Nikefor II. Foka Proleksis enciklopedija

| Prethodnik:           | Bizantski carevi | Nasljednik:                |
| Roman II. (959.-963.) | Bizantski carevi | Ivan I. Cimisk (969.-976.) |